# 血合肉

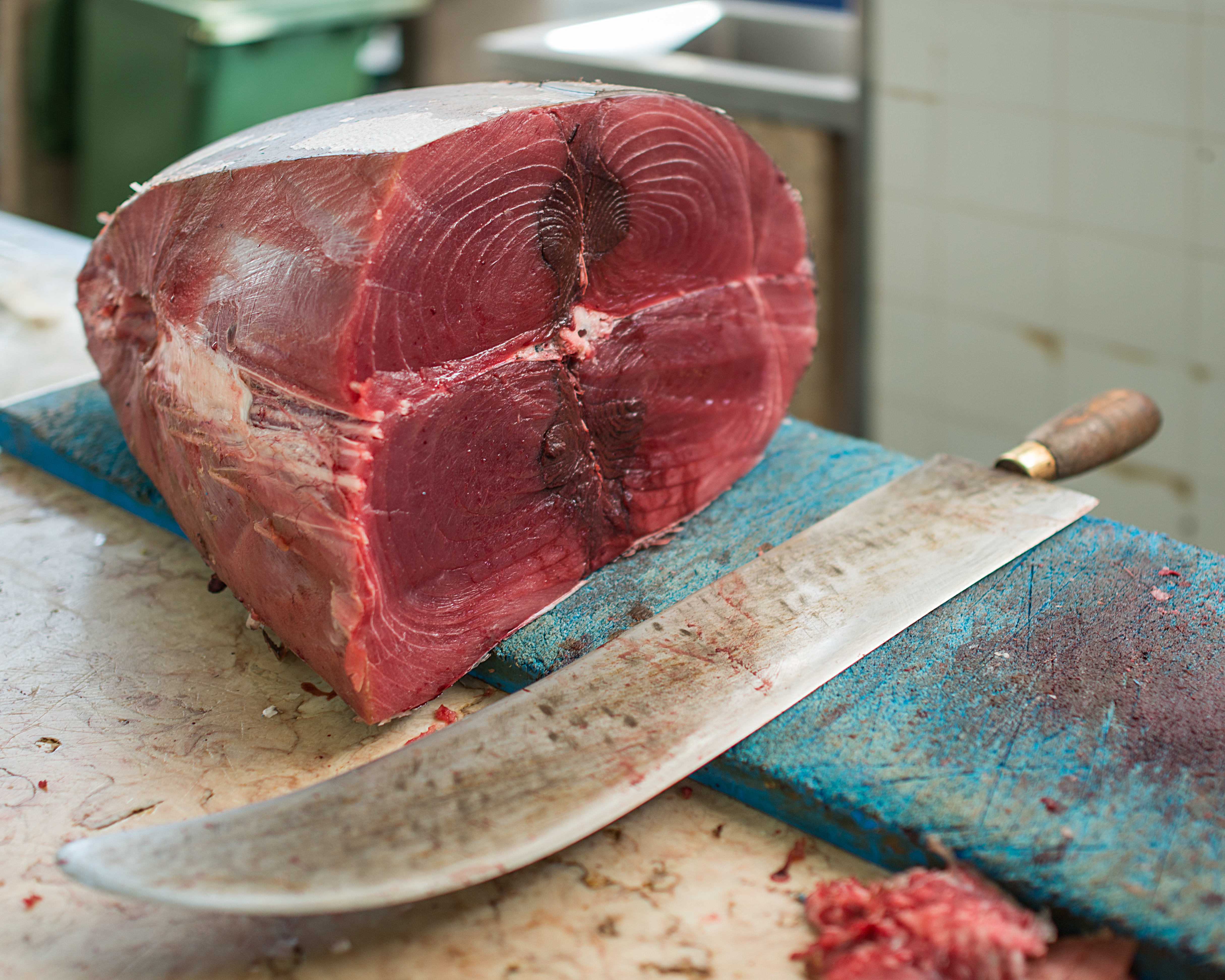
マグロの血合肉

血合肉（ちあいにく）とは、魚類に特有の筋肉であり、体側筋のうち暗赤色のものである。特に回遊魚などで長時間の運動を可能にする働きがあり、食用魚の場合には栄養素が豊富である。血合筋、血合いともいう。未だ商品価値の低い端材ではあるが、血合いの健康効果については2010年以降、抗酸化物質「セレノネイン」が豊富で、生活習慣病全般の予防に加え、ストレス軽減やアンチエイジングにも高い効果があることが分かっている。2024年10月にマグロ、カジキの血合肉を「茜身（あかねみ）」という新名称とすることが、神奈川県三浦市より発表された。

## 構造
一般に、魚肉は魚類の筋肉のうち体側筋にあたるものだが、体側筋は普通筋と血合肉に分けられ、血合肉は暗赤色をしている部分を指す。
血合肉の量は魚の種類によって異なるが、多いもので全肉量の20%以上、少ないもので全肉量の数%以下である。血合肉が多い魚を赤身魚、少ない魚を白身魚と呼び、前者にはカツオ、マグロ、サバ、イワシ、サンマ、後者にはタイ、タラ、カレイなどが該当する。
血合肉は、表層血合肉と真正血合肉からなる。表層血合肉は体の表層にある血合肉で、あらゆる魚類に存在する。特に海の表層部を活発に回遊する魚類では表層血合肉が発達しており、逆に深海魚などではあまり発達していない。一方、真正血合肉は背骨の周囲の深部に見られる血合肉で、カツオやマグロといった外洋を大回遊する大型・中型魚だけに発達している。

## 機能
血合肉は血管が多く、ミオグロビン、ヘモグロビンといった呼吸に関係する色素が豊富である。また、チトクロム、グリコーゲン、ビタミンB群、鉄分も多い。そのため、普通筋のような瞬発力はなく、動きは緩慢であるが、疲労回復が可能で長時間の運動にも耐えることができる。
クロマグロやカツオなどでは、逆熱交換システムと呼ばれる仕組みにより、呼吸熱を体内に蓄え、さらに体温を高めることができる。すなわち、血合筋内部の奇網と呼ばれる血管ネットワークにより、呼吸熱がえらに運ばれる際に熱を循環させて蓄積しているのである。筋肉が温まることで筋収縮、神経興奮伝達、消化吸収を活性化することができ、遊泳力を増強し、低温の水域でも回遊が可能になる。
血合肉は、脂質やコレステロールなどの組成が肝臓に近く、グリコーゲンが多いことも共通している。そのため、肝臓の働きの一部分を担うことができ、「第二の肝臓」とも言われている。

## 料理における血合肉
血合肉は血液や鉄分が多いため、生臭みが強く、味は悪い。一方で、グリコ－ゲン、ビタミンB群、鉄分といった栄養素が豊富で、栄養価は高い。
調理の際には、血合肉を含んだまま調理することもあるが、刺身などでは血合肉を取り除くなど、捨てられる場合も多い。血合肉を含んだまま調理する場合には、しょうゆや砂糖、ショウガ、味噌などの調味料、あるいはカレー粉などの香辛料を使って臭みを消すことで食べやすくなる。